# Иван Василев (политик)
Вижте пояснителната страница за други личности с името Иван Василев.
Иван Лазаров Василев е просветен и обществен деец.

## Биография
Роден е на 8 ноември 1867 г. във Ветрен. Негов брат е политикът Славейко Василев. В периода 1883 – 1885 г. е учител в родното си село, след това работи като писар в Общината. През 1890 – 1892 е председател на Училищното настоятелство. В периодите 1893 – 1894, 1895 – 1896 и 1901 – 1903 г. е кмет на Ветрен. Допринася за възстановяване на изгорялата по времето на Априлското въстание местна черква „Св. Никола“ и за откриването на телеграфопощенската станция. Избран е за народен представител в XII обикновено народно събрание и в V велико народно събрание. След преврата от 9 юни 1923 г. е председател на тричленната комисия, а по-късно и председател, на Водния синдикат, основан от селата Ветрен, Аканджиево и Мененкьово. Избран е за секретар на Пролетарната комисия. Умира на 11 май 1946 г.